# Дипломатически мисии в Екваториална Гвинея
Това е списък на дипломатическите мисии в Екваториална Гвинея. В столицата Малабо са разположени 13 посолства. В списъка не са включени Почетните консулства.

### Посолства в Малабо
| - Бразилия - Габон - Гана - Испания - Камерун - Китай - Куба | - Мароко - Нигерия - Северна Корея - САЩ Архив на оригинала от 2011-07-11 в Wayback Machine. - Франция Архив на оригинала от 2008-09-15 в Wayback Machine. - ЮАР |

### Консулства вБата
- Испания (генерално консулство)
- Нигерия (консулство)